# Blepharoneura nigripilosa
Blepharoneura nigripilosa är en tvåvingeart som beskrevs av Erich Martin Hering 1935. Blepharoneura nigripilosa ingår i släktet Blepharoneura och familjen borrflugor.
Artens utbredningsområde är Ecuador. Inga underarter finns listade.